# فوته (دهانه)
فوته یک دهانه برخوردی در ماه‌ است.

## دهانه‌های اقماری
این دهانه ۸ دهانه اقماری دارد.
| Fauth | عرض جغرافیایی | طول جغرافیایی | قطر          |
| ----- | ------------- | ------------- | ------------ |
| A     | ۶.۰° N        | ۲۰.۱° W       | ۱۰.۰ کیلومتر |
| C     | ۵.۲° N        | ۱۸.۸° W       | ۴.۰ کیلومتر  |
| B     | ۵.۸° N        | ۱۹.۳° W       | ۳.۰ کیلومتر  |
| E     | ۵.۴° N        | ۲۰.۷° W       | ۴.۰ کیلومتر  |
| D     | ۶.۰° N        | ۱۸.۴° W       | ۵.۰ کیلومتر  |
| G     | ۵.۳° N        | ۱۶.۲° W       | ۳.۰ کیلومتر  |
| F     | ۵.۵° N        | ۱۷.۴° W       | ۴.۰ کیلومتر  |
| H     | ۴.۸° N        | ۱۶.۲° W       | ۴.۰ کیلومتر  |